# Wilhelm Pratscher
Wilhelm Pratscher (* 15. August 1947 in Redlschlag) ist ein österreichischer evangelischer Theologe und Hochschullehrer.

## Leben
Pratscher studierte in Wien, Erlangen und Heidelberg Evangelische Theologie. Promotion (1973) und Habilitation (1985) erfolgten an der Universität Wien. Während seiner Studienzeit in Wien wurde er Mitglied der christlichen Studentenverbindung Wingolf zu Wien. Er hat das Vikariat abgeschlossen und ist ordinierter Pfarrer. 1996 wurde er ordentlicher Professor an der Universität Bonn. Ab 1998 war er Ordinarius für Neutestamentliche Wissenschaft an der Evangelisch-Theologischen Fakultät der Universität Wien. Gleichzeitig war er Vorstand des Instituts für Neutestamentliche Wissenschaft. Seit 2012 ist er im Ruhestand, aber weiterhin in Forschung und Lehre tätig.
Neben der Geschichte des frühen Christentums liegt ein Schwerpunkt von Pratschers Arbeit auf dem Gebiet der Apostolischen Väter, ein weiterer auf dem Gebiet der Apologeten. Er ist Mitherausgeber des Wiener Jahrbuchs für Theologie.
Wilhelm Pratscher ist mit Susanne Pratscher, Lehrerin an der HTL Spengergasse, verheiratet, mit welcher er zwei erwachsene Kinder hat.

## Auszeichnungen und Ehrungen
- 1986: Kardinal-Innitzer-Förderungspreis für Theologie

## Schriften
Als Autor bzw. Übersetzer/Kommentator:
- Der Herrenbruder Jakobus und die Jakobustradition (= Forschungen zur Religion und Literatur des Alten und Neuen Testaments. Heft 139). Vandenhoeck & Ruprecht, Göttingen 1987, ISBN 3-525-53817-0.
- Der zweite Clemensbrief. Übersetzt und erklärt von Wilhelm Pratscher (= Kommentar zu den Apostolischen Vätern. Band 3). Vandenhoeck & Ruprecht, Göttingen 2007, ISBN 978-3-525-51688-1.
- Quadratus. Kerygma Petri. Übersetzt und erklärt von Wilhelm Pratscher (= Kommentar zu frühchristlichen Apologeten. Band 1). Herder, Freiburg 2022, ISBN 978-3-451-29040-4.

Als Herausgeber:
- mit Georg Sauer: Die Kirche als historische und eschatologische Grösse. Festschrift für Kurt Niederwimmer zum 65. Geburtstag. Lang, Frankfurt am Main 1994, ISBN 3-631-46067-8.
- mit Markus Öhler: Kurt Niederwimmer, Quaestiones theologicae. Gesammelte Aufsätze (= Beihefte zur Zeitschrift für die Neutestamentliche Wissenschaft. Band 90). Walter de Gruyter, Berlin 1998, ISBN 3-11-015711-X.
- mit Markus Öhler: Theologie in der Spätzeit des Neuen Testaments. Vorträge auf dem Symposion zum 75. Geburtstag von Kurt Niederwimmer (= Universität Wien, Evangelisch-Theologische Fakultät: Gutachten und Studien. Nummer 2). Evangelisch-Theologische Fakultät der Universität Wien, Wien 2005.
- mit Markus Öhler und Markus Lang: Das ägyptische Christentum im 2. Jahrhundert (= Studien zum Neuen Testament und seiner Umwelt. Neue Folge, Band 6). Lit, Wien u. a. 2008, ISBN 978-3-7000-0818-7.
- Die Apostolischen Väter. Eine Einleitung. Vandenhoeck & Ruprecht, Göttingen 2009, ISBN 978-3-525-03637-2 (englische Übersetzung: The apostolic fathers. An introduction. Baylor University Press, Waco 2010, ISBN 978-1-60258-308-5).